# پوپول ووه

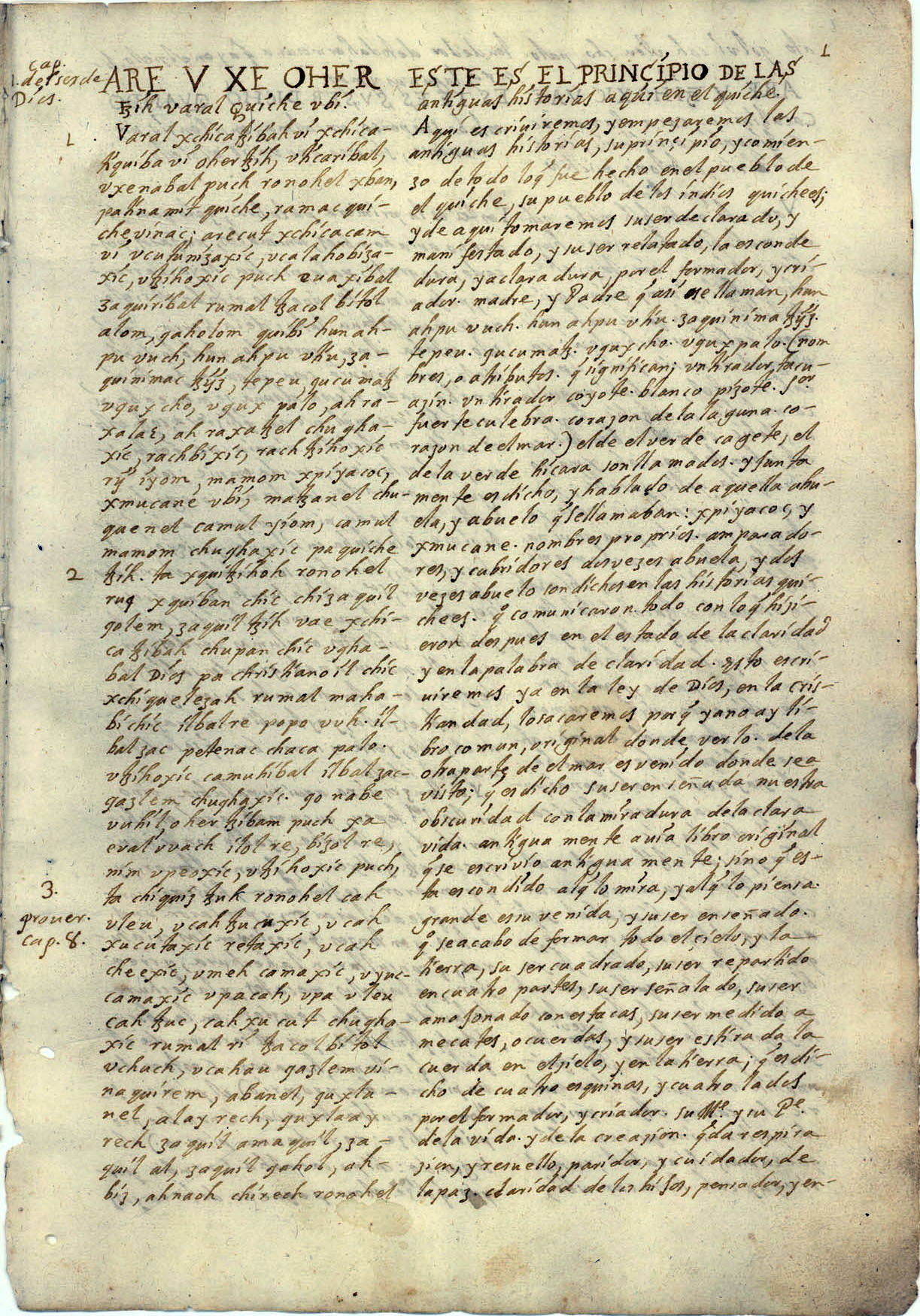
قدیمی ترین نسخه رونویسی شده از روی پوپول ووه، نسخه فرانسیسکو خیمه نز، مربوط به سال ۱۷۰۱ میلادی.)

پوپول ووه (به زبان کیچه‌ای مدرن: پوپول ووج، به IPA(ویکی): [popol wuʔuχ])، مجموعه‌ای از روایات و متون اسطوره ای-تاریخی، مربوط به پادشاهی کیچه، واقع در ارتفاعات غرب گواتمالا، در دوران پس از دورهٔ کلاسیک (دوران پساکلاسیک) می‌باشد. عنوان این کتاب را می‌توان به صورت «کتاب اجتماع»، «کتاب مشاوره»، یا به صورت «کتاب بوریا» که بیشتر به معنای واقعی کلمه پوپول ووه نزدیک است، ترجمه نمود.

## ویژگی‌ها
از ویژگی‌های برجستهٔ کتاب پوپول ووه، پرداختن آن به اسطوره‌های آفرینش، اظهار عقایدی درباره اسطوره‌های سیل و طوفان (موضوع طوفان بزرگ یا افسانه طوفان)، ارائهٔ افسانه‌هایی حماسی در مورد دوقلوهای قهرمان، یعنی هوناهپو و شبالانکه، و همین‌طور مباحث مربوط به شناخت سلسله‌های پادشاهی [یا شناخت اجنه و موجودات فرازمینی؟] است. اسطوره‌ها در پوپول ووه، با بهره گیری از طرح مباحث مربوط به اجداد شبه انسان بشریت آغاز می‌شود و این مباحث، با بحث‌های مربوط به سلسله‌شناسی سلطنتی پیوند می‌یابد، عملی که شاید در راستای تأیید این ادعا، که حکومت حق‌الهی است، انجام می‌پذیرد.
همانند برخی متون مشابه دیگر (به عنوان مثال، متنی مانند: بالام چیلام)، بخش زیادی از اهمیت پوپول ووه، در کمبود شدیدی نهفته‌است که در زمینهٔ متون و شرحیات دست اول مرتبط با اسطوره‌های مزوآمریکایی وجود دارد. بقای اتفاقی پوپول ووه [یعنی اینکه این کتاب بر حسب اتفاق از گزند حوادث روزگار در امان مانده و به روزگار کنونی رسیده‌است]، منتسب به یکی از راهبان دومینیکی صومعه در قرن هجدهم، به نام فرانسیسکو خیمه نز می‌باشد.

## معرفی بیشتر
پوپول ووه، یکی از منابع مهم اسطوره شناختی مایاها است که امروزه به عنوان مهم‌ترین سند شناخته شده در مورد دین و اساطیر مایا محسوب می‌شود. این کتاب متعلق به کیچه‌های گواتمالای علیا است.
از میان اسناد اسطوره شناختی مکزیک مرکزی در قرن شانزدهم، هیچ‌یک به لحاظ پیچیدگی یا گسترهٔ مطالب به پای پوپول ووه نمی‌رسد. دست نوشتهٔ اصلی این کتاب که اکنون گم شده‌است، در نیمهٔ دوم قرن شانزدهم به املای استعماری کیچه‌ای برگردانده شده‌است. پوپول ووه احتمالاً از یک کتاب متعلق به دورهٔ پیش از ورود اسپانیایی‌ها اخذ شده و سنت‌های شفاهی کیچه نیز بعداً بر آن افزوده شده‌است.
نسخهٔ برجای مانده از پوپول ووه، کار میسیونر دومینیکی، فرانسیسکو خیمه نز است، که در فاصلهٔ سال‌های ۱۷۰۱ تا ۱۷۰۳، در حوزهٔ مأموریت خود واقع در شهر چیچی کاستنانگو، این دست نوشته را به اسپانیایی ترجمه کرده‌است.
خیمه نز تلاش خود را، برای ثبت فرهنگ باستانی کیچه‌ها، چنین تصویر کرده‌است:
آنها این دست نوشته‌ها را، با احتیاط فراوان حفظ می‌کردند، با چنان پنهان کاری که هیچیک از کارداران قدیمی دربارهٔ آنها چیزی نمی‌دانستند، و من هنگامیکه در بخش سانتو توماس چیچی کاستانگو به بررسی این نکته مشغول بودم، متوجه شدم که آنها این آیین را با شیر مادر جذب کرده‌اند، و همهٔ آنها از راه دل بر آن آگاهند و بسیاری از این کتاب‌ها را حفظ می‌کنند.
نسخهٔ ضبط اصلی خیمه نز و ترجمهٔ اسپانیایی همراه با آن، اکنون در کتابخانهٔ نیوبری شیکاگو نگهداری می‌شود.

## بخش‌ها
پوپول ووه به لحاظ مضمونی به سه بخش عمده تقسیم می‌شود:
- بخش اول: به سرچشمهٔ آغازین جهان می‌پردازد.
- بخش دوم: به اعمال اسطوره‌ای دو جفت دوقلو، و منشاء انسان‌های جدید و ذرت اختصاص دارد.
- بخش سوم: تاریخ اسطوره‌ای قوم کیچه‌است که با ارائهٔ فهرست پادشاهان تا سال ۱۵۵۰ به پایان می‌رسد.

مباحث اسطوره‌ای مایا، توصیف قطعات مهمی از بخش اول و به خصوص بخش دوم این کتاب می‌باشد.

## اسطوره آفرینش
در سال‌های اخیر این نکته بیش از پیش روشن شده‌است که بیشتر مطالب مربوط به اسطورهٔ آفرینش در پوپول ووهٔ ِکیچه‌ای، به‌خصوص قطعهٔ مربوط به دوقلوهای قهرمان و فرود آن‌ها به جهان زیرین، در میان مایاهای دوران کلاسیک یعنی متجاوز از ششصد سال پیش از ورود فاتحان اسپانیایی، متداول و شناخته شده بوده‌است.
به‌طور کلی در روایت آفرینش جهان مذکور در پوپول ووه، مو به مو از اساطیر مکزیکی‌ها تقلید شده‌است. در این افسانه، گوکوماتس (کوکومتس) که به زبان مایاهای کیچه یعنی کتسال کواتل؛ و هوراکان (یک پا) یعنی تسکاتلیپوکا، با یکدیگر همکاری دارند.
گوکوماتس با طبیعت مردانه-زنانه، ایزد والای آزتک را تجسم می‌بخشد؛ و هوراکان، ایزدی جهانی را می‌نمایاند، زیرا که او همزمان در آسمان، روی زمین و در دنیای زیرین به سر می‌برد، و برخی از ویژگی‌های ایزد غار و کوه آمریکای جنوبی را داراست. زمین از نخستین دریا سربرمی آورد و پس از خلقت‌های متعدد و ناقص، به شکل کنونی درمی آید. تمام فرهنگ‌ها در تولان پدید می‌آید که در این اسطورهٔ مایایی، نخستین موطن بشر است و بر طبق جهات اصلی به چهار قسمت تقسیم شده‌است. الگوی مکزیکی روایت‌ها، در افسانه‌ها و هیئت‌های متعدد دیگر به‌وضوح قابل تشخیص است.
دربارهٔ اسطوره آفرینش همچنین در پوپول ووه آمده‌است که زمین ابتدا همچون مه، و همچون ابر بود. آن گاه صدای کوهها برخاست که از آب سر برون آوردند، قدرتی جادویی و نیرویی شگفت با اندیشیدن به کوه و درخت آن را پدید آورد و در یک آن، درخت‌های کاج و سرو روییدند.

## نکات
اسامی بسیاری از خدایانی که در حماسهٔ آفرینش مایاها موسوم به پوپول ووه از آن‌ها سخن رفته‌است، از تقویم ۲۶۰ روزه اخذ شده‌است.